# The Pebbles and Bamm-Bamm Show
The Pebbles and Bamm-Bamm Show é uma série de televisão animada estadunidense, produzida pela Hanna-Barbera e transmitida originalmente por uma temporada na CBS entre 11 de setembro de 1971 e 1 de janeiro de 1972. Com um elenco de voz que incluía Sally Struthers, Jay North, Mitzi McCall, Gay Hartwig, Carl Esser e Lennie Weinrib, o enredo segue os adolescentes Pebbles Flintstone e Bamm-Bamm Rubble, que encontram problemas com o crescimento na cidade fictícia de Bedrock. The Pebbles and Bamm-Bamm Show foi a primeira derivação de The Flintstones. Após seu cancelamento em 1972, vários segmentos compartilhando o mesmo título foram transmitidos em The Flintstone Comedy Hour, servindo como uma continuação da série.
Semelhante a série Josie and the Pussycats, a Hanna-Barbera utilizou roque adulto contemporâneo para atrair mais espectadores. Os dezesseis episódios, desde então, tiveram reprises transmitidas pelo canal Boomerang, muitas vezes cercadas por desenhos e curtas-metragens intersticiais. A resposta crítica foi mista; embora conhecida por sua popularidade, a série também foi descrita como um dos piores momentos da franquia Flintstones. A Warner Home Video, por sua vez, lançou a série em um conjunto de dois discos de DVD como parte da coleção intitulada "Hanna-Barbera Classic Collection".

## Visão geral
Ambientada no período pré-histórico, a série segue os personagens Pebbles Flintstone e Bamm-Bamm Rubble, e como eles enfrentam problemas com o crescimento na cidade fictícia de Bedrock. O enredo apresenta ambos os personagens como adolescentes que frequentam o colegial de Bedrock e também suas primeiras atividades no mercado de trabalho. Juntos, Pebbles e Bamm-Bamm formaram uma banda musical chamada Bedrock Rockers, que foi considerada por um crítico uma tentativa de ser a versão "idade da pedra" de The Archie. Diferentemente de The Flintstones, o principal foco do seriado é nos filhos das famílias, em vez dos pais Wilma e Fred Flintstone, e Betty e Barney Rubble. No entanto, esses personagens continuariam a aparecer na série, embora em papéis reduzidos.

## Elenco de voz e personagens
A série apresenta os seguintes sete personagens principais:
- Sally Struthers como Pebbles Flintstone, uma adolescente linda e sociável.[2] Sua aparência é muito semelhante com The Flintstones, o rabo de cavalo de "marca registrada" de Pebbles foi mantido juntamente com o osso.[2] Quando Struthers deixou a série, a fim de cumprir um papel na sitcom All in the Family, a atriz Mickey Stevens ficou em seu lugar para os segmentos da série em The Flintstone Comedy Hour.[1]
- Jay North como Bamm-Bamm Rubble, o filho adotivo e musculoso de Barney e Betty.[1][6] O personagem marcou o segundo papel de North como ator de voz (o primeiro havia sido Arabian Knights) tendo atuado anteriormente em séries como Wanted: Dead or Alive e My Three Sons.[7]
- Mitzi McCall como Penny, a pequena e inteligente amiga de Pebbles.[2]
- Gay Hartwig como Wiggy e Cindy. Wiggy era um entusiasta da astrologia que falava com uma voz de cantor de ópera e Cindy era a antagonista principal.[2]
- Carl Esser como Fabian, outro antagonista mimado da série.[2]
- Lennie Weinrib como Moonrock, um dos amigos de Pebbles e Bamm-Bamm que era inteligente e gostava de inventar coisas.[2] Weinrib foi um ator de voz frequente nas animações da Hanna-Barbera, anteriormente desempenhou papéis em The Jetsons, Scooby-Doo, Where Are You! e Help!... It's the Hair Bear Bunch!.[8][9]

## Produção e continuações
The Pebbles and Bamm-Bamm Show foi a primeira série derivada de The Flintstones, sem contabilizar o filme teatral The Man Called Flintstone de 1966. Os episódios foram escritos por vários roteiristas, incluindo Joel Kane, Woody Kling, Howard Morganstern, Joe Ruby e Ken Spears. Além de ser produzida executivamente por William Hanna e Joseph Barbera (Hanna-Barbera), Iwao Takamoto desempenhou a função de produtor adicional enquanto Charles A. Nichols atuou como diretor. As canções, incluindo o tema principal, foram compostas pelos diretores musicais Hoyt Curtin e Ted Nichols juntamente com o compositor e maestro Elliot Lawrence, os arranjos musicais, por sua vez, foram feitos por Lanny Meyers. O tema principal foi gravado pelo estúdio Regent Sound.
O autor Christopher P. Lehman escreveu que o sucesso de The Pebbles e Bamm-Bamm Show inspirou a Hanna-Barbera a criar The Flintstone Comedy Hour em 1972, combinando episódios anteriormente transmitidos ao lado de novos desenhos animados e curtas. Servindo como uma continuação, a nova série apresentou vinhetas intituladas "The Pebbles & Bamm-Bamm Show" durante cada um dos seus dezoito episódios; também incluiu interlúdios musicais realizados por The Bedrock Rockers, semelhantes à série original. Fred Flintstone and Friends (1977) seguiu uma configuração similar apresentando elementos das derivações anteriores (The Pebbles and Bamm-Bamm Show e The Flintstone Comedy Hour).
The Pebbles and Bamm-Bamm Show foi um dos primeiros programas a usar a trilha de risadas limitada da Hanna-Barbera, pois eles pararam de usar uma trilha de risadas completa no outono de 1971.

## Episódios
| # | Título                  | Exibição original      | Código de produção |
| --- | ----------------------- | ---------------------- | ------------------ |
| 1 | "Gridiron Girl Trouble" | 11 de setembro de 1971 | PEB-1              |
| O cãossauro de Bamm-Bamm, Snoots, segue-os até a Escola Secundária Bedrock, onde Pebbles e as garotas o disfarçam de estudante para escondê-lo do cão de guarda. No entanto, o disfarce resulta em problemas para Pebbles e Bamm-Bamm.                                                        |                         |                        |                    |
| 2 | "Putty in Her Hands"    | 18 de setembro de 1971 | PEB-2              |
| A escola de arte de um vigarista oferece a Pebbles uma aula gratuita. Suas tentativas de se provar ser uma boa escultura não são bem sucedidas e, então, ela convence Bamm-Bamm a posar como sua obra-prima. Pensando que a estátua de Bamm-Bamm valeria muito dinheiro, o vigarista a rouba. |                         |                        |                    |
| 3 | "Frog for a Day"        | 25 de setembro de 1971 | PEB-3              |
| Após sua cena em uma peça ser cortada. Pebbles recebe livros sobre bruxaria para provar que ela pode interpretar uma bruxa. No entanto, ela pensa que transformou Barney em um sapo e solicita a assistência de uma bruxa de verdade.                                                         |                         |                        |                    |
| 4 | "The Golden Voice"      | 2 de outubro de 1971   | PEB-4              |
| Após ouvir Bamm-Bamm cantando no chuveiro, Pebbles o coloca como vocalista de sua banda. No entanto, a voz de Bamm-Bamm quando ele não está no chuveiro é horrível. |                         |                        |                    |
| 5 | "Daddy's Little Helper" | 9 de outubro de 1971   | PEB-5              |
| Após compreender mal uma conversa que ela ouve, Pebbles pensa que Fred será demitido. Suas ações interfere em um contrato e custa ao pai uma promoção, colocando seu emprego em risco. |                         |                        |                    |
| 6 | "Focus Foolery"         | 16 de outubro de 1971  | PEB-6              |
| Pebbles está competindo com Cindy em um concurso de fotografias incomuns, quando ela e Bamm-Bamm se encontram em um assalto a banco. Para se esconderem, ela e Bamm-Bamm entra em um concurso para bebês - com Bamm-Bamm disfarçado de bebê.                                                  |                         |                        |                    |